# 롯데케미칼
롯데케미칼주식회사(영어: Lotte Chemical Corporation)는 대한민국의 석유화학산업 회사로, 벤젠, 톨루엔, 자일렌 등의 방향족계 제품 및 이들 기초 유분을 원료로 하여 합성수지, 합섬 원료, 합성 고무 등을 생산한다. 롯데그룹 계열사이며 코스피200 종목에 포함되어 있다. 케이피케미칼을 흡수 합병하고 2012년 12월 호남석유화학에서 롯데케미칼로 사명을 변경하였다.
본사는 서울특별시 송파구 올림픽로 300 (신천동)에 있다.
우즈베키스탄의 국영석유가스회사 Uzbekneftegaz와 50:50의 지분으로 합작투자회사 Uz-Kor Gas Chemical LLC를 설립하고 가스화학단지를 건설, 운영중이기도 하다.
매출은 폴리머 51%, 모노머 28%, 기초유분 20% 정도와 기타로 이루어진다.

## 연혁
- 1966년: 고려합섬 설립
- 1973년: 여수석유화학 설립
- 1976년: 전신인 '호남석유화학'이 공기업인 여수석유화학과 일본의 미쓰이석유화학이 5대 5로 지분을 투자해 설립
- 1979년: 공기업 민영화를 함으로써 롯데그룹이 여수석유화학이 갖고 있던 지분을 인수, 호남석유화학, 호남에틸렌을 그룹 계열사로 편입, 12월 폴리에틸렌과 폴리프로필렌 등 석유화학 제품을 본격적으로 생산 시작
- 1982년: 고려종합화학 설립
- 1987년: 고려석유화학 설립
- 1989년: 고합악소 설립
- 1991년: 주식을 증권거래소에 상장
- 2003년 6월: 현대석유화학 2단지 인수[2]
- 2004년: 케이피케미칼 인수
- 2009년: 롯데대산유화 합병
- 2011년 1월: 호남미쓰이화학 설립
- 2012년 12월: 케이피케미칼을 흡수 합병하고 사명을 호남석유화학에서 롯데케미칼로 변경[3]
- 2015년: 삼성SDI 화학부문, 삼성정밀화학, 삼성BP화학 등 삼성그룹의 화학 관련 업종 전부 인수
- 2017년 6월 26일: 서울특별시 동작구 신대방동에서 송파구 신천동으로 이전
- 2020년 1월 1일: 롯데첨단소재 합병

## 사업장
- 본사: 서울특별시 송파구 올림픽로 300 롯데월드타워 14층~16층
- 연구소: 대전광역시 유성구 가정북로 115
- 의왕사업장: 경기도 의왕시 고산로 56
- 대전지점: 대전광역시 유성구 온천로 45 푸르지오시티 2층 210호
- 대구지점: 대구광역시 달서구 용산로12길 77 코오롱하늘채상가 211동 202호, 203호
- 부산지점: 부산광역시 연제구 중앙대로 1217 국제빌딩 18층 1801호, 1802호
- 해외법인: 영국, 러시아, 우즈베키스탄, 파키스탄, 말레이시아, 싱가포르, 인도네시아, 중국, 미국

## 공장 및 사택
- 여수제1공장: 전남 여수시 여수산단4로 53
- 여수제2공장: 전남 여수시 여수산단2로 116-82
- 여수제3공장: 전남 여수시 여수산단4로 129
- 여수공장 사택: 전남 여수시 무선로 27
- 첨단소재사업 여수공장: 전남 여수시 여수산단로 334-27
- 첨단소재사업 여수공장 사택: 전남 여수시 새터로 6
- 대산공장: 충남 서산시 대산읍 독곶1로 82
- 대산공장 사택: 충남 서산시 대산읍 물안1로 123
- 울산1공장: 울산광역시 남구 사평로 119
- 울산2공장: 울산광역시 남구 용연로 184
- 대구공장: 대구광역시 달성군 구지면 국가산단대로40길 35

## 사건
- 2020년 3월 4일 : 롯데케미칼 대산공장 폭발 사고